# Балнеотерапија
Балнеотерапија (лат. balneum - „купање“), је метода лечења која се заснива на примени минералне воде, лековитих гасова, и блата (пелоида). Ефекти балнеотерапије се базирају, пре свега, на хемијском и минералном саставу сатојака и њиховој апсорпцији. Минералне воде су природне воде температуре преко 20 °C, које у себи садрже више од 1 g/l растворених минералних материја (силицијум, сумпор, селен, радијум итд) и имају мале количине материја са јаким физиолошким деловањем (радиоактивни радон, јод). Поред терапеутских учинака код разних болести и повреда, балнеотерапија помаже психофизичком опуштању и релаксацији њених корисника укључујући ту и промену климе, средине, дијететски режим исхране (редукциона исхрана), активни и пасивни психофизички одмор. Развој савремене технологије данас је омогућио да све већи број људи ужива у предностима балнеотерапије у својим кућама које су њени корисници опремили потребним системима и минералним водама.

## Историја
Благодети термалних вода човеку су одавно биле познате, а њима су се навелико служили Римљани, Грци и Египћани. Хипократ (460. п. н. е.-375. п. н. е.) први је поучавао лековите учинке морске воде и морских крајева на острву Кос, на архипелагу Додеканесос у Егејском мору. 
Легенда каже да је до те спознаје дошао посматрајући благотворан учинак мора на оштећене руке рибара. Схватио је да морска вода смањује ризик од инфекције и обнавља ћелије те подстиче измену минерала и токсина између крви и воде. Колико су Стари Грци изузетно ценили благотворни учинак мора пише грчки песник Еурипид (480. п. н. е.-460. п. н. е.);"Море враћа здравље човеку“, а грчки филозоф Платон (428. п. н. е.-437. п. н. е.) рекао је да море испира све човјекове бољке.
Употреба лековите глине (пелоида) у народној медицини сеже у праисторијско доба. Најстарији докази о примени пелоида датирају из праисторије у области Каламбо водопада на граници између Замбије и Танзаније. Калцијумом богате бела глина пронађена је поред костију Хомо хабилиса (непосредног претходника Хомо сапиенса). Аутохтони народи широм света и даље користе глину за лечење многих болести. Прва забележена употреба глине у медицинске сврхе сеже до античког доба и Месопотамије 2500. п. н. е.
У Египту, Клеопатра је користила пелоид да се сачува њен тен, а фараонови лекари су користили пелоид за лечење разних запаљењских процеса и као антисептик. Пелоид је откривен и као састојак у импрегнацији мумија.
Француски научник René Quinton који је проучавао морску воду 1897. дошао је до закључка да је људски организам аналоган морској води јер има једнак састав минерала. Ова истраживања он је1906. објавио у књизи "Морска вода, органски медиј", у којој је указао на хемијску сличност између крвне плазме и морске воде.
Клод Бернар је открио да се људско тело састоји од 70% воде, а заједнички са René Quinton они су проучавали састав крви, међућелијске течности и лимфе.
Балнеотерапија је била врло популарна током Ренесансе. Мишел Ејкем де Монтењ (фр. Michel Eyquem de Montaigne; 28. фебруар 1533 — 13. септембар 1592), француски мислилац, моралиста, политичар и књижевник из доба Ренесансе, на пример, често је путовао и у лековитим водама лечилишта (итал. Bango di Lucca у Италији лечио његове проблеме са каменом у бубрегу.
Балнеотерапија своју експанзију као медицинска метода лечења почела је у 18. веку и исту наставила у 19. веку и 20. веку, све до 80 и 90 година када балнеотерапија доживљава врхунац развоја. Због бројних недостатака у лечењу тога доба и фармакомедицинских непознаница, скоро све болести без посебног третмана лечене су на исти начин, па је било доста нежељених дејстава балнеотерапије. Данас то више није случај, с обзиром на велики напредак фармакологије у 20. веку. Тренутне, индикације за примену термалних вода су много јасније. Данас, балнеотерапију не користе само болесни и старије особе, већ у балнеотерапију све више примењују и млађе особе и спортисти који ову врсту терапије користе за опоравак организма, одмор, и очување здравља.
- Галерија - балнеотерапија кроз историју

## Механизми балнеотерапије
- Балнеотерапија представља комплекс надражаја организма болесника природним факторима.
- Одговор организма је реактивни процес који он испољава у фазама.
- Реактивни процес у организму након балнеотерапије, се не завршава на ефекторном апарату, већ продужава своје трајање након завршетка деловања природног фактора, у који се сукцесивно укључују поједини функционални системи организма, до ћелијског и молекуларног нивоа.
- Овај сложени комплекс реакција организма започиње након примарног контакта балнеофактора са нервним и другим ћелијским структурама у ткивима и органима на површини организма. У ћелијама ових органа се одвијају локални биохемијски процеси који претварају енергију природних фактора у нервни процес. Ова реакција може бити позитивна и негативна, што зависи од односа између реактивних способности организма са једне и физичко-хемијских својстава и дозе примењеног природног фактора.

Суштина проблема у дејству природних фактора лежи у изналажењу адекватног односа између дозе природних фактора и опште реактивности организма, што намеће неопходност дефинисања појма балнеотерапијске дозе.

### Балнеотерапијска доза
Балнеотерапијска доза је детерминисана следећим факторима:
- интензитетом надражаја; температуром купке, интензитетом механичког дејства и концентрацијом минералних елемената растворених у води,
- трајањем процедуре; хладне купке се примењују неколико минута, док је интервал за топле купке веома променљив и креће се од 15-60 минута и
- површином тела; која углавном зависи од стања кардиоваскуларног система, при чему се могу применити делимичне, половинске, трочетвртинске и целе купке.

### Балнеотерапија у етапама
Балнеотерапија код реуматских болести, а посебно у њиховој запаљенској фази, спроводи се поступно кроз следеће етапе (фазе):
Фаза поштеде; траје првих неколико дана лечења (1-5 дана), када су све процедуре краћег трајања и слабијег интензитета, односно балнеотерапијска доза треба да буде поштедна (температура воде максимално 35-36 °C, концентрација минералних материја нижа а дејству процедура излаже се мања површина тела).
Фаза пуне балнеотерапијске дозе; која траје (5-7-15 дана, у зависности од укупне дужине трајања балнеотерапијске куре), у којој се примењује пуна балнеотерапијска доза лечења.
Фаза консолидације или завршна етапа коју карактерише смањење свих елемената балнеотерапијске дозе, како би се болесник припремио за повратак у средину из које је дошао.

## Врсте лековитих вода
Уобичајени минерали састојци у бањским водама су натријум, магнезијум, калцијум, гвожђе али и арсен, литијум, калијум, манган, бром, јод, па се лековите воде према свом саставу и пореклу деле на;
Сумпороводоничне (сулфидне) воде
Ова група обухвата воде лековитих својстава, која се карактеришу садржајима слободног сумпорводоника и хидросулфидног јона
(H2S+HS-). Која сулфидна компонента ће бити доминантна у некој води, зависи од киселости, односно алкалности, средине. У киселим водама првенствено је присутан H2S, а у алкалним јон H2S-.
Сумпорводоничне минералне воде карактеришу се великом разноврсношћу хемијског састава, минерализације и концентрације H2S и H2S-. У оквиру ове групе вода срећу се: хидрокарбонатне, сулфатне и хлоридне воде, са високим минерализацијом која често премашују 500 g/L.
Сумпорводоничне воде се у балнеологији користе за купање у току лечења нпр. кожних, реуматских, нервних и других болести.
Бромне и јодне минералне воде
Бромне и јодне минералне воде спадају у групу високоминерализованих вода хлоридне класе, натријумске, натријумско-калцијумске и калцијумске-натријумске групе, код којих у гасном саставу преовлађују метан и азот. Оне у свом саставу имају Br већи од 25 mg/l, и јод већи од 5 mg/l.
Ова група лековитих вода у балнеологији користи се за пијење и купање болесника.
Радиоактивне минералне воде
Ова група минералних вода карактерише се повећаним садржајима радиоактивних елемената. Да би се одређена група вода третирала као радиоактивна неопходно је да садржаји радиоактивних елемената буду већи од ових граничних вредности:
Ra > 1 · 10-11 g/l,
U > 3·10-5 g/li
Rn > 1.85 · 102 Bq/l.
На основу преовлађујућих радиоактивних елемената у минералној води, радиоактивне воде могу се сврстати у радијумске, радијумско-радонске, радонске и уранијумске. У балнеологији се најчешће користе радонске и радонско-радијумске воде.
- Воде богате 2
- Јувенилне воде, прегрејане воденом паром која потиче од вулканске магме
- Фосилне воде или нафтна купка
- Вадозне воде које настају од атмосферских вода
- Слане воде
- Морске воде

### Улога појединих минерала и микроелемената
Улога појединих минерала и микроелемената лековитих вода у балнеотерапији огледа се у следећем;

#### Алкални катјонски
Натријум
- Доступан у површинским водама високо минерализованим (хлоридима и сулфатима) и хипертермалним слабо минерализованим (олигометали).
- Снажан овлаживач.
- Утиче на равнотежу електролита у ћелији.

Калијум
- Одржава тонуса мишића.
- Одржава активност аутономног нервног система.
- Учествује у регулацији равнотеже електролита у ћелији.

Литијум
- Терапијско дејство литијума је спорно јер његова моћ као растварача мокраћне киселине је само доказана у експерименталним условима.

#### Алкални земнокатјонски
Калцијум
- Утиче на регулацију ћелијских протеина
- Делује каталитички на диференцијацију ензима: (трансглутаминазе, протеазе и фосфолипазе).
- Неопходан за регулацију пропустљивости ћелијске мембране.

Магнезијум
- Катализатор синтезе нуклеинских киселина и протеина.
- Катализатор у производњи аденозин трифосфата.
- Делује седативно на функције централног нервног система.

Стронцијум
- На нивоу коже спречава кератиноците да стварају запаљењске цитокине.

#### Микроелементи у траговима
| Микроелемент | Функција |
| ------------ | --- |
| Силицијум    | - Учествује у синтези и регенерацији молекула у дерму коже. - Делује седативно (смирујуће) и антиинфламаторно. |
| Молибден     | - Учествује у метаболизму бакра и гвожђа. - Он је присутна у епидерму коже. |
| Јод          | - Утиче на јачање косе, коже, ноктију и зуба. |
| Селен        | - Неутралише слободне радикале. - Повећава активност глутатион пероксидазе, кератиноцита и фибробласта. - Стабилизује молекуле кератина на нивоу дисулфида.                                                                                              |
| Бакар        | - Неопходан у метаболизму супероксид дисмутазе (антирадикалски учинак). - Има антизапаљењски учинак. - Учествује у синтези и регенерацији макромолекула коже (молекула тропоколагена и еластина). - Учествује у метаболизму тирозиназе (у меланогенези). |
| Гвожђе       | - Побољшава активност каталазе (антирадикалска одбрана). - Утиче на рад имунског система. - Учествује у синтези и регенерацији макромолекула коже (катализује хидроксилацију лизина у колаген).                                                          |
| Манган       | - Учествује у синтези и регенерацији макромолекула у дерму (гликозаминглицин). - Неопходна у активности тирозина (у меланогенези). - Утиче на активност ензима. - Укључен у имуне функције.                                                              |
| Цинк         | - Важан елемент за активност супероксид дисмутазе (антирадикалска активност) - Поседује антизапаљењски учинак. - Утиче на функције имунског система. - Учествује у синтези нуклеинских киселина. - Учествује у метаболизму протеина и витамина А.        |

Наведени подаци се односе на појединачно (изоловано) дејство сваког од наведених елемената. У природи је тешко наћи воде које изоловано садрже наведене елементе са њиховим својствима, јер су оне најчешће раствор већег броја елемената. Зато фармаколошке учинке термалних вода треба сагледавати у целини, имајући увек у виду кумулативно дејство његових састојака. При разматрањима дејства појединих минерала, такође треба узети у обзир њихову релативну концентрацију, синергистичко дејство и антагонистички учинак састојака лековитих вода.

## Индикације за балнеотерапију
Балнеотерапијом се побољшава обим покрета у зглобовима, јачају мишићи, смањује грч мишића, одржава или побољшава покретљивост, ублажава бол, поправља нарушена циркулација или уопштено смањују патње болесника.,
Терапијску балнеотерапију прописује и њено спровођење контролише лекар специјалиста физијатар. Најчешће медицинске индикације за њену примену су;
- Реуматске (дегенеративне) болести[14][15]
- Неуролошке болести
- Болести крвних судова
- Кардиоваскуларне болести (само према индикацијама уз мере опреза)
- Стања после повреда локомоторног апарата,
- Стерилитет и друге гинеколошке болести
- Гојазност и болести органа за варење
- Дерматолошке (кожне) болести. Међу главним индикацијама у дерматологији данас су дерматитис, контактни екцем, псоријаза, лихен планус, себороични дерматитиса, пруриго (свраб), слезински свраб, дерматозе и акне.[5][16]

## Контраиндикације[17]
- Болести срца, малигна хипертензија, срчане мане. Особе са овим болестима не смеју користити хипертермалне воде.
- Трудноћа
- Акутне заразне болести
- Малигни тумори
- Тромбоза артерија и вена
- Акутно пијанство

Да ли ће се лекар одлучити на примену балнеотерапијских процедура или су оне контраиндиковане, зависи од стадијума и активности болести, а посебно од стања конкретног зглоба. При томе се поред осталог, лекари физикалне медицине, руководе и лабораторијским анализама, пре свега, брзином седиментације еритроцита, па се тако нпр. апликација блата-пелоида избегава ако је седиментација у првом сату виша од 60. Такође, се јако топле купке и пелоид не примењују на зглобу са израженим синовитисом, јер је у балнеологији прихваћено правило да је због хиперемија коју изазива, примена топлотних процедура контраиндикована код артритиса.

## Начин примене
Купање (купке)
Купање или урањање тела или дела тела у лековиту воду, најчешће у кадама или базенима.
- Према површини тела које се излаже лековитој води (што углавном зависи од стања кардиоваскуларног система) купке могу бити, делимичне, половинске, трочетвртинске и целе купке.
- Према температури вод разликујемо индиферентне купке температуре (34-36 °C) и хипертермалне купке температуре (40-42 °C). Лековита вода која се се користи у купатилима најчешће је температуре (34-36 °C) коју већина болесника веома добро подноси јер делују седативно.
- Трајање купање је у распону од 15 до 25 (60) минута.
- Топла вода може бити примењена и у облику кише,(35-36 °C) а трајање сеансе мора бити краткотрајно, 5-7 минута.
- Минералне воде могу се применити и директном апликацијом на одређену површину тела, па чак и применом воде под притиска на кратком растојању од 6-12 атмосфера.

Пијење минералне воде
Пијење је најчешће на празан желудац или након оброка
Инхалирање гаса или аеросола
Инхалирање аеросолом или уношење у дисајне путеве лековитог гаса или дисперзије ситних честица лековите воде.
Пелоиди (лековита блата)
Пелоиди могу  бити минералног или органског порекла, а користе се у облику купке или облога. Блата се састоје од органских материја ситнозрнасте структуре и пелоидних су особина. Пелоидни муљеви су најчешће температуре 40-42 °C и аплицирају се у трајању од 15-30 минута пре нежног чишћења и туширања. Њихова примена је нарочито делотворна код реуматских болести екцема и псоријазе.
Локално примењен пелоид који се комбинује са термоминералном купкама потенцирај повољни утицај балнеотерапије и доводе до побољшања циркулације у захваћеном делу тела (зглобу или мишићима), смирује болове и побољшања мобилност болесника. Дејство купки и пелоида је врло повољно код ванзглобног реуматизма, нарочито код фибромиалгичних стања и грчева мишића, јер опуштањем мускулатуре и аналгетски дејством пелоида настаје прекид у „зачараном кругу“ (лат. circulus vitiosus)-у, грч-бол-грч.,
| „ | Пелоидна паковања утичу на главне цитокине који учествују у разградњи хрскавице. Пелоидотерапија може да утиче на хондроцитну активност код пацијента са остеоартритисом модулирајући продукцију серумских цитокина, као што је интерлеукин 1. Запажен је и пораст инсулинског фактора раста 1 и пад тумор некрозног фактора алфа у серуму код пацијената са остеоартритисом након 12 дана апликација пелоида. Терапија блатом утиче на многе биохемијске процесе у организму, независно од термичке стимулације. Азот оксид (NO) је представљен као значајан медијатор у инфламаторној фази и у губитку хрскавице. Артикуларна хрскавица може да продукује велике количине (NO) са пратећим индукционим факторима као што су цитокини и или ендотоксини. Неутрофили такође имају значајну улогу у запаљенским реакцијама, као и ниво миелоперокидазе, састојка неутрофилних гранула. Током пелоидних апликација долази до значајног смањења (NO) и серумског нивоа миелоперокидазе. | ” |